# Batalha de Tríbola
A Batalha de Tríbola foi uma batalha campal travada no ano de 147 a.C. em Tríbola que opôs os lusitanos aos romanos. As forças romanas comandadas pelo questor Vetílio foram derrotadas pelas forças de Viriato. Tendo o próprio Vetílio perdido a vida nesse mesmo combate.